# یکبار برای همیشه
یک بار برای همیشه فیلمی به کارگردانی و نویسندگی سیروس الوند و تهیه کنندگی مجید مدرسی محصول سال ۱۳۷۱ است. فیلم با نگاهی به فیلم پنجره جلال مقدم ۱۳۴۹ تولید شده که خود آن فیلم از داستان فیلم مکانی در آفتاب بهره جسته است. ولی کارگردانی خوب و الوند فیلمی متفاوت ساخته که سیمرغ بلورین بهترین کارگردانی را نیز برایش به ارمغان آورد.

## خلاصه داستان
محمود، که نقاش ساختمان است و از همسرش زهرا جدا زندگی می‌کند، تصمیم دارد برای کار به ژاپن برود. محمود همسرش را به محضر می‌برد تا او را طلاق بدهد، ولی محضردار گواهی عدم حاملگی زن را می‌خواهد و آن‌ها ناگزیر به آزمایشگاه می‌روند. جواب آزمایش زهرا، به رغم تصور آن‌ها، مثبت است و زن و شوهر جوان چاره را در سقط جنین می‌بیند، اما هزینه سنگین سقط جنین و توقیف پزشکی که به آن‌ها معرفی شده موجب می‌شود که آن دو به پیرزن قابله‌ای مراجعه کنند که درانبار مخروبه‌ای در خارج شهر سکونت دارد. موقعی که زهرا با اکراه و دلهره به اتاق پیرزن قابله پا می‌گذارد محمود با مردی روبه‌رو می‌شود که همسرش پس از سقط جنین فوت کرده و برای مرافعه به آنجا آمده‌است. محمود و زهرا پس از درگیری با پیرزن و دستیارانش به خانه بازمی‌گردند و از تصمیم خود منصرف می‌شوند. دو سال از این ماجرا می‌گذرد. محمود خانهٔ مسکونی خود را رنگ می‌زند و زهرا برایش چای می‌آورَد. پسر کوچکشان در یکی از اتاق‌ها بازی می‌کند.

## بازیگران
- خسرو شکیبایی  در نقش "محمود نباتی"؛ همسر زهرا
- فاطمه معتمدآریا در نقش "زهرا"؛ همسر محمود
- مرتضی احمدی در نقش صاحب مسافرخانه
- جهانگیر فروهر
- میرصلاح حسینی
- بهروز رضوی
- مهدی آرین‌نژاد[۲]
- پرویز شاهین‌خو
- مختار سائقی
- محمد خسروی
- مجید علی‌زاده
- محسن قاضی‌مرادی  در نقش آقای صراف
- فتانه آصف نخعی
- افسانه چهره‌آزاد در نقش منشی خانم دکتر
- وجیهه لقمانی
- علی حق‌فروش
- شهلا مؤمنه
- کاظم درویش